# Nemoria tisstigmaria
Nemoria tisstigmaria là một loài bướm đêm trong họ Geometridae.